# Alstroemeria polyphylla
Alstroemeria polyphylla este o specie de plante monocotiledonate din genul Alstroemeria, familia Alstroemeriaceae, descrisă de Rodolfo Amando Philippi. Conform Catalogue of Life specia Alstroemeria polyphylla nu are subspecii cunoscute.